# Ulf K.
Ulf K. (né Ulf Keyenburg le 2 septembre 1969 à Oberhausen) est auteur de bande dessinée et illustrateur allemand.

## Publications en français
- Un Tango avec la Mort, Treize étrange, coll. « Poches », 2000. Réédition augmentée en 2004[1].
- La Première étoile, La Comédie illustrée, 2000.
- Ventricule (dessin), avec Marc Lizano (scénario), Phicil et Charles Dutertre (dessin), Carabas, 2009.
- Histoires de Monsieur Keuner (d'après Bertolt Brecht), L'Arche, 2015.
- Père et Fils t. 1 : Les Saisons (dessin), avec Marc Lizano (scénario d'après e.o.plauen), Éditions de la Gouttière, 2017.

## Distinction
- 2004 : Prix Max et Moritz du meilleur auteur germanophone, pour l'ensemble de son œuvre